# Жовтовик гірський
Жовтовик гірський (Iduna similis) — вид горобцеподібних птахів родини очеретянкових (Acrocephalidae).

## Поширення
Вид поширений в Східній Африці. Трапляється в Бурунді, ДР Конго, Кенії, Малаві, Руанді, Південному Судані, Танзанії, Уганді та Замбії. Його природним середовищем проживання є субтропічні або тропічні вологі гірські ліси та субтропічні або тропічні вологі чагарники.